# Franz von Assisi (Hesse)
Franz von Assisi ist ein biografischer Essay zu Franz von Assisi von Hermann Hesse. Im Mai 1904 vollendet, erschien das Buch im Herbst desselben Jahres bei Schuster & Loeffler in Berlin.

## Inhalt

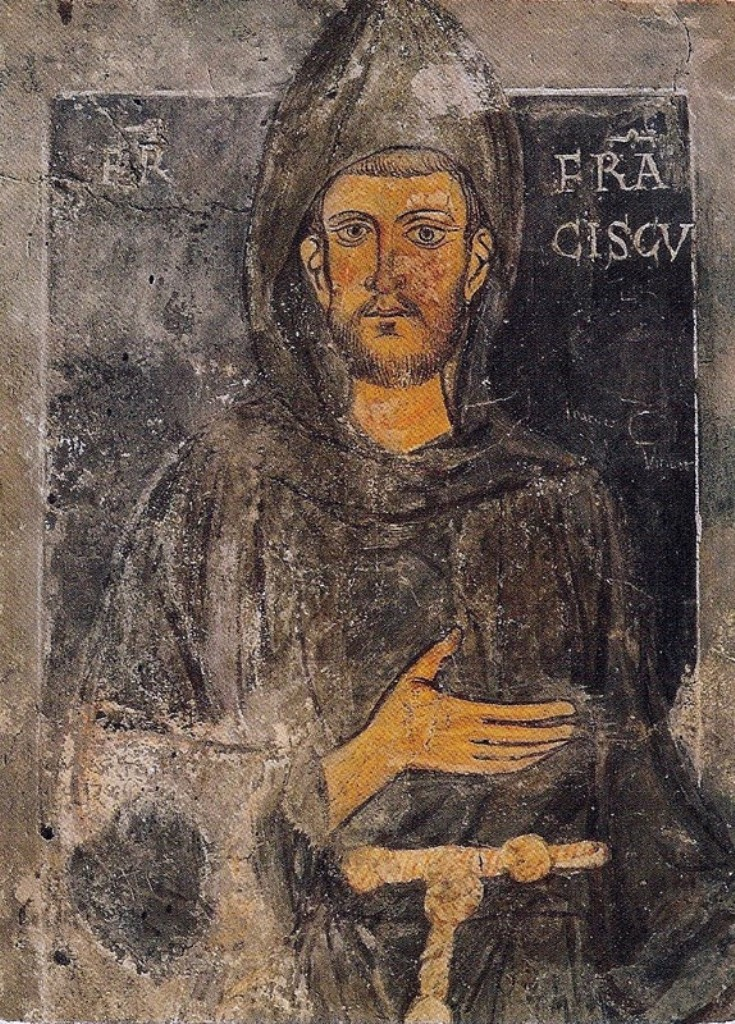
Der Hl. Franz

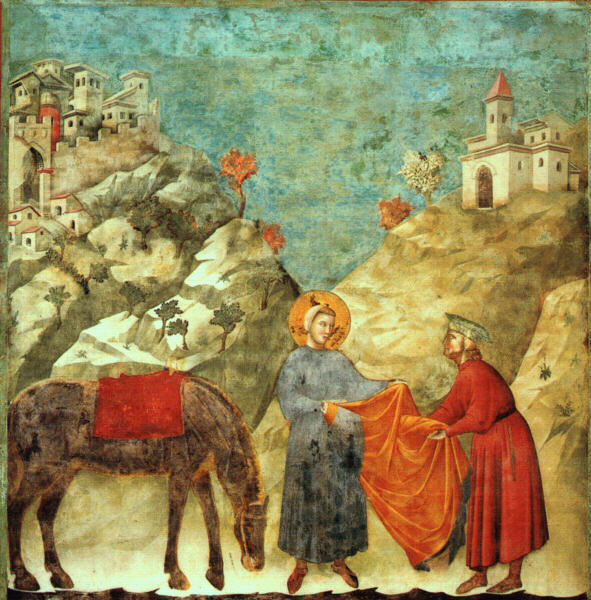
Giotto: Der Hl. Franz gibt einem Armen seinen Mantel

Das Hinübergehen des Menschen aus Welt und Zeit in die Ewigkeit ist das große Thema, dem sich Hesse in seiner knappen Lebensbeschreibung des Hl. Franz stellt. Mit welchem Gepäck soll jene Reise angetreten werden? Mit gar keinem, antwortet der Hl. Franz seinem Bruder Leo. Nur denen, die das Gelübde der Armut „innehalten“, predigt Franz, werden „hinübergelangen“. Im „Bettelgewande“ soll der Mensch büßen für seine Sünde und seinen Unverstand. Zu Anfang des 13. Jahrhunderts und heute wurde und wird solches Tun als Narretei verschrien. Aber Franz hatte die „Stimme Gottes“ vernommen und wollte fortan nicht mehr prassen, vergeuden und hochmütig sein. Vom leiblichen Vater enterbt und verstoßen, zieht Franz durch seine umbrische Heimat, kümmert sich „unverzagt“ in „froher Heiterkeit“ um die Aussätzigen und die „Allerärmsten“. Als Franz in seiner Vaterstadt Assisi für Instandsetzungsarbeiten an der Kapelle St. Damian Geld erbettelt, trifft er auf seine alten Zechbrüder. Der Heilige überwindet seine Scham und bittet auch die Trinker erfolgreich um eine Gabe. Nachdem St. Damian wiederhergestellt ist, nimmt sich Franz die gleichfalls renovierungsbedürftige Kapelle Portiuncula vor. Dieses „Kirchlein“ wird lebenslang Franzens Refugium. Dorthin zieht er sich immer wieder zurück zur Einkehr. Dorthin lässt er sich von seinen Getreuen bringen, kurz bevor er stirbt.
Franz bleibt „ein Seliger und Auserwählter“. Als er von seinem Wegbegleiter und Bruder Masseo von Marignano gefragt wird, warum er so viel Zulauf aus dem Volk habe, erwidert der Heilige, Gott habe sich den Schwächsten als seinen Prediger erwählt, damit sich kein Geschöpf über den Schöpfer überheben möchte. Zwei Adelige, Herr Bernhard von Quintavalle und die Dame Klara Sciffi, tun es dem Hl. Franz nach: Beide verzichten auf ihren Besitz und schließen sich dem Heiligen an.
Hesse nennt den Hl. Franz einen „echten Dichter“, obwohl von dem Umbrier nur der Sonnengesang überliefert ist. Seine Behauptung begründet Hesse „zum Beschluss“: In der Nachfolge des Hl. Franz fand seine Stimme ihren Widerhall in den Gemälden des Giotto in der Kirche zu Assisi. Nachfolger des Hl. Franz, des „Lieblings aller Künstler“, sind nach Hesse Thomas von Celano (der Schöpfer des Hymnus Dies irae), Giacomo von Verona und Jacopone dei Benedetti. Denn, so schließt Hesse, der Gedanke an den Hl. Franz allein tut Wunder, ermutigt und setzt Kraft frei zum Gestalten „tausend köstlicher Werke“. Eines der Geheimnisse des Hl. Franz, so Hesse, sei: Kraft lässt sich schöpfen aus der Betrachtung der Wunder in Gottes freier Natur.

## Selbstzeugnis
Hesse schreibt über den Hl. Franz, „um einen längst verstummten Zeugen aus alter Zeit wieder reden zu machen“.

## Buchausgaben
Die Erstausgabe erschien als Band 13 der Reihe „Die Dichtung“, hrsg. v. Paul Remer. Der Ausgabe 1988 wurden zwei weitere Aufsätze Hesses beigefügt: Der Blütenkranz des heiligen Franziskus von Assisi und Das Blumenspiel: Aus der Kindheit des heiligen Franziskus von Assisi.
- Franz von Assisi. Schuster & Loeffler, Berlin 1904.
- Franz von Assisi. Mit Fresken von Giotto und einem Essay von Fritz Wagner. Insel, Frankfurt am Main 1988, ISBN 3-458-32769-X (it 1069).